# Chemellier
Chemellier est une ancienne commune française située dans le département de Maine-et-Loire, en région Pays de la Loire, devenue le 15 décembre 2016 une commune déléguée au sein de la commune nouvelle de Brissac Loire Aubance.

## Géographie

### Localisation
Commune angevine du Saumurois, Chemellier se situe sur les routes D 90, Les Alleuds, D 423, Charcé-Saint-Ellier-sur-Aubance, et D 161, Grézillé.

### Aux alentours
Les communes aux alentours sont Grézillé (2 km), Coutures (2 km), Charcé-Saint-Ellier-sur-Aubance (4 km), Les Alleuds (5 km), Saulgé-l'Hôpital (5 km), Saint-Georges-des-Sept-Voies (5 km), Louerre (6 km), Blaison-Saint-Sulpice (6 km), Brissac-Quincé (6 km) et Saint-Rémy-la-Varenne (7 km).

### Topographie
L'altitude de la commune varie de 31 à 92 mètres, et son territoire s'étend sur près de 11 km2 (1 099 hectares).
La commune se situe sur l'unité paysagère du Plateau du Saumurois.

### Hydrographie
Le bourg se situe au nord de l'Aubance, qui traverse le territoire de la commune.

## Toponymie
Le nom de la localité est attesté sous les formes de Chamilcheriacum en 1056, Willelmo de Camellerio, Chemeler en 1238, Chemelier en 1305, Chemeiller en 1793, Chemeiller en 1801, puis Chemellier,.

## Histoire

### Origines
La cartulaire de l'abbaye Saint-Aubin d'Angers, vers l'an mil, rapporte un jugement du comte d’Anjou Foulques Nerra : « Les moines de Saint-Aubin et les Chanoines de Saint-Lezin tenaient de la bienfaisance des Comtes d’Anjou, non loin d’Angers, deux églises, mais restés communs entre eux ; (…dont) Chamilcheriacus ou Camellerianus.»
D’après une autre charte à laquelle se réfère M. Garnier, il est probable que cette donation du territoire de Saint-Rémy et Chemellier aux moines de Saint-Aubin et aux chanoines de Saint-Lezin, fut faite par Foulques le Roux, Comte d’Anjou, en l’an 930. L’origine de la paroisse de Chemellier remonterait donc ainsi à la première moitié du Xe siècle.
Chamilcheriacus ou Camellerianus a peut-être la même racine que Camulodunon, à savoir le nom du dieu celte Camulos. L'autre hypothèse, camellus = chameau, est douteuse.

### Archéologie
Si les traces du nom de Chemellier apparaissent au cours du Xe siècle, le pays était habité depuis bien plus longtemps.
La présence de deux dolmens, dénommés la Pierre couverte du Moulin de Piau (toujours visible) et la Pierre couverte de la Pauvrière (ruiné), sur le territoire de la commune atteste d'une occupation du territoire dès le Néolithique.
Au milieu du siècle dernier, en creusant des fondations de maisons, on y a découvert un certain nombre de tombes de deux formes bien différentes : les unes ordinaires dont nous parleront plus tard, et d’autres, en forme ovoïde, beaucoup plus anciennes, dont certains ossements étaient brûlés, peut-être une trace de crémation romaine. L'abbé Garnier précise que, d'après ses recherches, ces tombes seraient gauloises, et « leur nom serait carnaïoux. »
Une voie romaine passerait par Chemellier ; peut-être celle suivie par Dumnacus, lieutenant de Vercingétorix, après sa défaite.
Pendant longtemps, jusqu'avant la Révolution, dans le "haut pays" et dans le bourg, les maisons bâties au-dessus du sol étaient rares : autour d'une sur cinq. Les gens logeaient pour la plupart dans des habitations creusées dans le tuf, ces caves qu’on voit encore en grand nombre dans tout le pays. C’est en 1805 que l’on commença à bâtir le bourg actuel. En 1870, il comprenait 56 maisons, et il n’y avait plus que 3 ou 4 personnes à habiter encore les caves.

### Ancien Régime
Les documents où l’on voit figurer le nom de Chemellier présentent ce lieu comme dépendant des seigneurs de Blaison, et cela jusqu’à la Révolution de 1789. Il semble bien que cette dépendance n’ait pas toujours été acceptée de très bon cœur. Son origine remonte au XIe siècle ; les chanoines de Saint-Lezin d’Angers avaient comme abbé commendataire (laïque), un seigneur de Blaison nommé Thibault, dont les successeurs se sont institués en propriétaires de plein droit.
Le nom de Chemeler est attesté en 1219, Chemelier en 1305.
Dans la première moitié du XIIIe siècle Charles d’Anjou, frère de Saint Louis, prétend que la baronnie de Blaison, avec Mirobeau, Chemellieret et le Port-Vallée, lui revenait par la suite de la mort de son vassal Thibault de Blaison, sans enfant. Mais en 1260, il la rendit à un neveu de Thibault, Robert de Boumois.
En 1320, en pleine guerre de Cent Ans, les Anglais prirent Blaison, pillèrent l’église et démolirent le château. C’est peut-être alors que fut détruit le château de Chemellier.
Au début du XVe siècle, Chemellier appartenait à Gilles de Laval, seigneur de Retz, le fameux Barbe-Bleue. Mais, endetté, il vendit la terre pour 5 000 écus d’or à Guillaume de la Jumellière, sieur de Martigné-Briant.
- 1470, sire Leparc de la Jumellière.
- 1519, René de la Jumellière.
- 1681, Guillaume de Marboeuf.
- 1718, Claude-Toussaint Marot, comte de la Garaye, baron de Blaison, vicomte de Chemellier.
- 1762, Louis de Bruce, comte de Bruce et de Broon, également baron de Blaison et vicomte de Chemellier. Il vendit en 1769 la baronnie de Blaison et la vicomté de Chemellier à Raoul-René Petit, chevalier, ancien capitaine au régiment de Béarn, époux de Jeanne Ribault de Lisle.

Après la Révolution, le fils de ce dernier conserva simplement le titre de vicomte de Chemellier. Les quatre grands tableaux qui se trouvent à l’église au-dessus des portes du transept sont signés vicomte de Chemellier. Il s’agit d’un membre de cette famille, peintre de mérite qui a donné ces tableaux en 1882 pour orner la nouvelle église.
Le 14 avril 1775 (Vendredi saint), le bourg du May est détruit par un incendie. Ce village était constitué de 8 ou 9 maisons, toutes couvertes, comme c’était l’usage, de brande, c’est-à-dire de fougères séchées. L'incendie éclate pendant l’office religieux, dans une maison où l’on chauffait le four du village. Le vent le propagea aux toitures de brande (fougères séchées).
Aux archives départementales de Maine-et-Loire, se trouve un registre en parchemin, contenant l’aveu (inventaire des droits féodaux) rendu en 1780 au comte de Provence, duc d’Anjou, frère de Louis XVI, futur Louis XVIII. Chemellier y compte une « grande dixmeresse (centre de collecte de la dîme), avec caves et cour, situées au bourg de Chemellier. »
Ce droit de dîme qu’avaient les directeurs du séminaire d’Angers, remontait au 16 janvier 1613, date de l’accord où ce droit leur fut cédé par les seigneurs de Blaison. Ils devaient verser chaque année à ce même seigneur, les 2/3 de la paille qu’ils récoltaient ainsi.
Il est également noté par ailleurs qu’à la maison de la seigneurie, une dîme était aussi perçue, pour le comte du prieuré de Saint-Rémy-la-Varenne, peut-être depuis le jugement de Foulque Nerra.
Il est relaté, au profit du même seigneur de Blaison, « un droit de garenne, sur toute l’étendue de la baronnie de Blaison et de la vicomté de Chemellier, le droit pour le même, de fixer le jour des vendanges sur tout le territoire de Blaison et de Chemellier.»
Il est aussi question du moulin de Longueville. Autrefois, un moulin à eau existait à Longueville, ce qui indique que cours d’eau devaient avoir un débit plus abondant. Par contre, il y avait un moulin à vent, qui se trouvait à peu de distance du pont de Longueville, dans les champs qui sont sur la droite avant d’y arriver.

### Archives et registres
Guillaume Poyet, né à Saint-Rémy-la-Varenne en 1474, mort en 1548, fut chancelier de France sous François Premier. Par l’ordonnance de Villers-Cotterêts en 1539, il établit l’usage des registres de baptêmes et en confia la tenue aux curés.
Pour Chemellier, les registres d’avant la Révolution vont de 1606 à 1794. À partir de 1693 ils portent l’estampille de la sénéchaussée de Saumur, dont dépendait Chemellier, et la signature du président-sénéchal ou d’un de ses greffiers.
Soixante-sept années sont manquantes dans ces registres. Une partie, en effet, ont été déchirés et brûlés en 1793 par un groupe de soldats vendéens, passant à Chemellier. Leurs copies se trouvent cependant au greffe du tribunal de Saumur.
À partir de 1793, les registres d’état-civil sont tenus par les mairies. Pendant la période révolutionnaire, il n’y eut pas de registres paroissiaux. M. Nicolle, le premier curé après la Révolution essaya, autant qu’il put le faire de reconstituer la liste des enfants baptisés pendant cette période. Les registres paroissiaux reprennent en 1803, sans interruption jusqu’à nos jours.

### Paroisse et curés
Selon les chartes de l’ancienne abbaye de Saint-Aubin d’Angers, il existait au début du XIe siècle, une église avec son territoire à Chemellier et qui fut donnée aux chanoines de Saint-Lézin d’Angers.
Au XVe et XVIe siècles (auparavant aussi, sans doute), les curés ne résidaient pas dans leur paroisse. Ils assumaient d’autres fonctions. C’est ainsi qu’en 1497, on trouve comme curé de Chemellier, Guillaume Moreau, vicaire général de l’évêque d’Angers.
Le curé Pierre Ribay, en poste du 7 mars 1757 au 24 décembre 1790, n’ayant pas voulu prêter le serment demandé par le gouvernement d’alors, dut quitter sa paroisse et devait être déporté, mais la bataille de Cholet lui permit de s'évader, peut-être pour être repris et fusillé.

Son successeur René Billard (déjà vicaire à plusieurs reprises de 1776 à 1780 et de 1789 à 1791) fut emprisonné et déporté en Espagne.
Pendant la période révolutionnaire, on trouve le nom de quatre curés constitutionnels nommés Gaudineau, Diard, Houssin et Joseph Duret. Ce dernier, au rétablissement du culte catholique, demeura sur Chemellier où il exerça la fonction de médecin. Il mourut en 1819.
Pendant la même période, des prêtres catholiques exerçaient en cachette leur ministère, en particulier M. Charles Mesnet qui fut par la suite, curé de Grézillé.

### Administration civile et maires
Chemellier était, judiciairement, du ressort de la sénéchaussée de Saumur.
En 1790, à la création des départements, Saint-Georges-des-Sept-Voies devint chef-lieu de canton de Chemellier. Mais, par souci de laïcité, on le renomma canton de Georges-des-Sept-Voies. En 1802, ce canton fut rattaché à Gennes.

### Chemellier sous la Révolution
Les « patriotes » révolutionnaires se trouvaient surtout dans les villages hauts de Montaigu et du Vau-Robert. Ils descendirent la grande croix de station de l’église et la brûlèrent en feu de joie sur la place. Ils mirent aussi au cachot ou aux fers des gens qui ne respectaient pas le jour de repos du décadi.
Plus bas, on était davantage royaliste, et certains se joignirent aux Vendéens.
Lors de la bataille de Saumur, en juin 1793, une petite troupe de soldats vendéens détruisit quelques-uns des registres. L’un d’eux qui avait dérobé quelques livres dans une maison, fut abattu par un habitant du village.

### Époque contemporaine
Pendant la Première Guerre mondiale, 14 habitants perdent la vie. Lors de la Seconde Guerre mondiale, aucun habitant n'est tué.
Un projet de regroupement se dessine au milieu des années 2010. Il est entériné par les conseils municipaux en juin 2016 et intervient le 15 décembre 2016, donnant naissance à Brissac Loire Aubance. Chemellier devient alors une commune déléguée,.

## Politique et administration

### Administration municipale

#### Administration actuelle
Depuis le 15 décembre 2016 Chemellier constitue une commune déléguée au sein de la commune nouvelle de Brissac Loire Aubance et dispose d'un maire délégué.
| Période          | Période    | Identité          | Étiquette | Qualité |
| ---------------- | ---------- | ----------------- | --------- | ------- |
| 15 décembre 2016 | avril 2017 | Jean-Louis Pineau |           |         |
| 26 avril 2017    | en cours   | Jean-Marc Mercier |           |         |

#### Administration ancienne
| Période                                  | Période       | Identité             | Étiquette | Qualité     |
| ---------------------------------------- | ------------- | -------------------- | --------- | ----------- |
| Les données manquantes sont à compléter. |               |                      |           |             |
| 1801                                     |               | René Priou           |           |             |
| 1808                                     |               | René-Louis Perrier   |           |             |
| avril 1815                               |               | Pierre Decosse       |           |             |
| juillet 1815                             |               | René-Louis Perrier   |           |             |
| 1830                                     |               | Louis Decosse        |           |             |
| 1843                                     |               | Désiré-Louis Perrier |           |             |
| 1865                                     |               | Decosse              |           |             |
| 1870                                     |               | François Baudin      |           |             |
| 1888                                     |               | Calixte Baudin       |           |             |
| 1908                                     |               | Séraphin Ciret       |           |             |
| 1919                                     |               | Désiré Lemasson      |           |             |
| 1925                                     |               | Eugène Prouteau      |           |             |
| 1935                                     |               | Charles Guéret       |           |             |
| 1959                                     |               | Henri Vauvert        |           |             |
| ...                                      |               |                      |           |             |
| 1993                                     | mars 2008     | Alain Goisnard       |           | Agriculteur |
| mars 2008                                | mars 2014     | Pierre Gautier       |           | Retraité    |
| mars 2014                                | décembre 2016 | Jean-Louis Pineau    |           |             |

### Ancienne situation administrative
La commune est membre de la communauté de communes du Gennois jusqu'en 2016, elle-même membre du syndicat mixte Pays de Loire en Layon. La communauté de communes disparait le 1er janvier 2017 au profit de la nouvelle communauté d'agglomération Saumur Val de Loire. À cette même date la commune de Brissac Loire Aubance devient membre de la nouvelle intercommunalité Loire Layon Aubance.
Jusqu'en 2014, la commune fait partie du canton de Doué-la-Fontaine et de l'arrondissement de Saumur. Dans le cadre de la réforme territoriale, un nouveau découpage territorial pour le département de Maine-et-Loire est défini par le décret du 26 février 2014. La commune reste alors attachée à ce canton, avec une entrée en vigueur au renouvellement des assemblées départementales de 2015.

### Jumelages
- Ibersheim - jumelage depuis 2006.

## Population et société

### Démographie
L'évolution du nombre d'habitants est connue à travers les recensements de la population effectués dans la commune depuis 1793. À partir du 1er janvier 2009, les populations légales des communes sont publiées annuellement dans le cadre d'un recensement qui repose désormais sur une collecte d'information annuelle, concernant successivement tous les territoires communaux au cours d'une période de cinq ans. 
Pour les communes de moins de 10 000 habitants, une enquête de recensement portant sur toute la population est réalisée tous les cinq ans, les populations légales des années intermédiaires étant quant à elles estimées par interpolation ou extrapolation. Pour la commune, le premier recensement exhaustif entrant dans le cadre du nouveau dispositif a été réalisé en 2004,.
En 2014, la commune comptait 809 habitants, en évolution de +12,83 % par rapport à 2009 (Maine-et-Loire : +3,3 %, France hors Mayotte : +2,49 %).
| 1793 | 1800 | 1806 | 1821 | 1831 | 1836 | 1841 | 1846 | 1851 |
| ---- | ---- | ---- | ---- | ---- | ---- | ---- | ---- | ---- |
| 740  | 439  | 693  | 685  | 660  | 644  | 615  | 588  | 596  |

| 1856 | 1861 | 1866 | 1872 | 1876 | 1881 | 1886 | 1891 | 1896 |
| ---- | ---- | ---- | ---- | ---- | ---- | ---- | ---- | ---- |
| 620  | 614  | 587  | 584  | 552  | 537  | 548  | 543  | 538  |

| 1901 | 1906 | 1911 | 1921 | 1926 | 1931 | 1936 | 1946 | 1954 |
| ---- | ---- | ---- | ---- | ---- | ---- | ---- | ---- | ---- |
| 504  | 496  | 486  | 464  | 489  | 488  | 466  | 495  | 496  |

| 1962 | 1968 | 1975 | 1982 | 1990 | 1999 | 2004 | 2009 | 2014 |
| ---- | ---- | ---- | ---- | ---- | ---- | ---- | ---- | ---- |
| 499  | 425  | 427  | 443  | 501  | 456  | 621  | 717  | 809  |

#### Pyramide des âges
La population de la commune est relativement jeune. Le taux de personnes d'un âge supérieur à 60 ans (17,2 %) est en effet inférieur au taux national (21,8 %) et au taux départemental (21,4 %).
Contrairement aux répartitions nationale et départementale, la population masculine de la commune est sensiblement égale à la population féminine.
La répartition de la population de la commune par tranches d'âge est, en 2008, la suivante :
- 49,7 % d’hommes (0 à 14 ans = 25,8 %, 15 à 29 ans = 12,9 %, 30 à 44 ans = 26,4 %, 45 à 59 ans = 18,3 %, plus de 60 ans = 16,6 %) ;
- 50,3 % de femmes (0 à 14 ans = 24,1 %, 15 à 29 ans = 16,9 %, 30 à 44 ans = 22,2 %, 45 à 59 ans = 19,1 %, plus de 60 ans = 17,8 %).

| Hommes | Classe d’âge | Femmes |
| ------ | ------------ | ------ |
| 0,3    | 90 ans ou +  | 0,6    |
| 3,9    | 75 à 89 ans  | 5,0    |
| 12,4   | 60 à 74 ans  | 12,2   |
| 18,3   | 45 à 59 ans  | 19,1   |
| 26,4   | 30 à 44 ans  | 22,2   |
| 12,9   | 15 à 29 ans  | 16,9   |
| 25,8   | 0 à 14 ans   | 24,1   |

| Hommes | Classe d’âge | Femmes |
| ------ | ------------ | ------ |
| 0,4    | 90 ans ou +  | 1,1    |
| 6,3    | 75 à 89 ans  | 9,5    |
| 12,1   | 60 à 74 ans  | 13,1   |
| 20,0   | 45 à 59 ans  | 19,4   |
| 20,3   | 30 à 44 ans  | 19,3   |
| 20,2   | 15 à 29 ans  | 18,9   |
| 20,7   | 0 à 14 ans   | 18,7   |

## Économie
Sur 64 établissements présents sur la commune à fin 2010, 20 % relevaient du secteur de l'agriculture (pour une moyenne de 17 % sur le département), 5 % du secteur de l'industrie, 23 % du secteur de la construction, 38 % de celui du commerce et des services et 14 % du secteur de l'administration et de la santé.

## Culture locale et patrimoine

### Lieux et monuments

#### Château de Chemellier (disparu)
D'après un document écrit en 1405, il existait autrefois un château dans le bourg de Chemellier : « un château, dominant une haute motte, entouré de douves. » Mais il n’existait alors plus à la suite de la guerre de Cent Ans. Son tracé aurait survécu jusqu'à la fin du XVIIe siècle.

#### Chapelle Saint-Léonard
La première mention s'en trouve dans les archives du château de Pimpéan, à Grézillé, où à la date du 30 mars 1530, on parle du chapelain à qui il est dû une rente de 12 boisseaux d’avoine. Située sur l'actuelle place de la Mairie, elle mesurait 6 à 7 mètres de long et 3 à 4 de large et 4 ou 3 de haut. Elle était voûtée en pierre.
Saint Léonard était un moine du Limousin au VIe siècle et qu'on invoquait en faveur des prisonniers et des femmes en couches.
Cette chapelle Saint-Léonard fut rebâtie en 1731, et en 1769 fut unie au chapitre de Blaison. En 1789, elle était à l'abandon et fut vendue comme bien national.
En 1805, elle appartenait à un sieur Louis MARCHAND, qui la fit démolir et réemploya les matériaux pour une nouvelle chapelle, plus petite, qui s'écroula vers 1870.

#### Chapelle de la Blanchardière (en ruines)
Une autre chapelle dédiée à saint Michel, s’élevait près de la Blanchardière.
Dans les anciens registres de Chemellier, cette chapelle porte le nom de chapelle de Montaigu, son nom officiel, ailleurs elle est désignée comme chapelle de la Blanchardière. Son style semble indiquer le {s-|XV|e}, ce qui correspond à la dévotion populaire à saint Michel après la guerre de Cent ans. Réunie à Blaison en 1769, elle fut démolie en 1820.

#### Tombes et cimetières
Description de l'abbé Garnier : « Ces tombes étaient creusées dans la pierre de tuf vive, et affectaient la forme du corps. Elles étaient plus étroites vers les pieds, élargies à la poitrine et les épaules, rétrécies au cou et arrondies à la tête. Elles étaient recouvertes simplement de quelques pierres d’ardoise. On en a aussi trouvé qui n’étaient pas creusées dans la pierre vive, mais étaient formées de morceaux de tuffeau, rapprochées, recouvertes également d’ardoises plates. Dans ces tombes les ossements étaient bien conservés. Dans quelques-unes, on a trouvé des débris de pots de terre, mais on n’a relevé aucune inscription, ni de croix, ni médailles ou autres objets dignes de remarque… ».
Cimetière de la Haute-Ronde : Vers l’année 1800, en bâtissant des granges et écuries, vers le centre de ce village, on a découvert une fosse circulaire, un tas de squelettes humains, rangés en rond, les pieds au centre et les têtes au-dehors. Les cadavres d’où provenaient ces ossements avaient dû être entassés les uns sur les autres à une assez grande hauteur. On a cru à un charnier de guerre, mais depuis cette première découverte, on a trouvé un grand nombre de tombes qui semblent avoir formé un véritable cimetière dans un terrain situé au nord-est de ce village, sur une étendue d’environ un demi-hectare ; les squelettes étaient placés par rangées régulières, les pieds tournés vers l’est.

#### Maisons seigneuriales
Autrefois, il existait à Chemellier quelques maisons plus importantes qui, avec les propriétés en dépendant, formaient ce qu’on appelait des fiefs, ou terres seigneuriales. Les principales étaient Sazé, la Brossardière et le Mûrier.
Sazé : Le document le plus ancien où il est fait mention de Sazé est la Charte de l’ancienne abbaye de Saint-Aubin : le jugement est rendu au « Puy de Sazé » (en latin, Podium de Saziaco), avant 1027, puisque Humbert, abbé de Saint-Aubin, mort en 1027, y était présent.
Le nom latin de Podium de Saziaco, se transforme en Saccéium en 1233. On trouve la forme actuelle de « Sazé », en 1396 où le sieur de Sazé était un certain Jehan de la Rochère.
En 1470, le seigneur est Jehan Cornilleau. À partir de cette époque, on commence à distinguer entre le Grand Sazé et le Petit Sazé. Jusqu’à la Révolution, les deux Sazé ont, la majeure partie du temps appartenu à la même famille. Ils passent à Pierre Duvau en 1519, Christophe Lepauvre en 1623, puis Laurent Pichon en 1625. La fille de ce dernier, Charlotte Pichon, épouse Jean Boscher, puis après veuvage de Arthur de Saint-Offrange vendit la seigneurie à Pierre Deschevrüe, Seigneur de Chement (paroisse de Blaison) en 1665. En 1754, Sazé appartenait encore à cette famille des Chevernüs de Chement.
Par suite du mariage d’une fille de Pierre de Cheverüs, en 1763 avec Jean Gohin de Montreuil, Grand et Petit Sazé appartinrent à cette famille jusqu’à la Révolution où la propriété fut démembrée et vendue comme bien national.
La petite maison seigneuriale du Grand Sazé est toujours là, avec sa tourelle, dominant agréablement la plaine qui s’étend sur Chemellier et les environs. C’est la maison d’habitation de Henri VAUVERT, maire de Chemellier.
La Brossardière : Cette ferme, située sur la route des Alleuds, un peu au-delà du pont de l’Aubance, était autrefois une maison seigneuriale, une gentilhommière (manoir).
En 1316, Pierre de Bomaye (ou de Boumois), sieur de la Brossardière, achète la terre de la Bruyère. De 1469 à 1645, la Brossardière appartient à la famille Gohau, puis de Gohau : Pierre Goheau en 1469, Honoré Goheau, 1516, Jacques Goheau et son épouse Renée Delahaye, 1551. En 1602, Georgine Maillet, veuve de Hélic Goheau, rend des comptes au nom de son fils Pierre, pour son « fief et domaine de la Brossardière, à messire Charles de Cossé, maréchal de France, comte de Brissac ». En 1645 le domaine fut vendu à René Barjot, baron de Cholet, seigneur de Pimpéan, qui n'en reprend pas le nom. Vers 1690, il passe par héritage à la famille Robin de la Tremblaye ; en 1754, à Pierre Lalande-Guyon, résidant d’ordinaire à Saint-Domingue, qui achète à cette époque la châtellenie de Pimpéan et ses annexes.
Jusqu’en 1867, la Brossardière demeure attachée à Pimpéan. Cette année-là, Urbain Priou-Cailleau de Grézillé, qui avait acheté Pimpéan et ses dépendances, l’année précédente revendit la Brossardière à MM. Breuillet et Allard. Ces nouveaux propriétaires divisèrent la Brossardière en deux fermes et firent construire un nouveau corps de logis avec ses dépendances.
Le Murier (en ruines) : Le Murier, qu’on écrivait aussi anciennement le Morier, situé à près de 4 km du bourg de Chemellier, dans la direction de Saulgé-l'Hôpital, et dont les bâtiments délabrés ne sont plus habités depuis longtemps, était autrefois une terre seigneuriale d’une certaine importance.
En 1538, le seigneur du Murier était Simon de la Hune. En 1880, le Murier appartient au sieur Jean René Duvau de la Barbinière qui doit à titre de vassal du seigneur de Blaison, pour ce fief, « quinze jours de garde au château de ladite baronnie » et quelques redevances en nature.
D'autres maisons nobles citées dans les textes sont à présent disparues, sauf la maison de la seigneurie qui appartenait au prieuré de Saint-Rémy-la-Varenne, qui y percevait la dîme et la maison de la Guittière (où logeait l'intendant de la marquise de La Ferronays).

#### Presbytère
À la date de 1559, dans un manuscrit des archives de la préfecture, il est fait mention du presbytère de Chemellier, renfermant « maison, aireaux, issues, grange d’une septrée » (bois selées, soit à peu près 80 ares). En 1564, on signale l’existence d’une « fuye », « fuie », ou colombier, qui existe toujours.
L'actuel presbytère, situé dans le bourg, date du XVIIIe siècle.

#### Vicairerie
Comme à cette époque, il y avait un vicaire à Chemellier, on bâtit pour le loger deux petites chambres basses, au coin de la nouvelle cure, du côté ouest. C’est ce qu’on appelait la vicairerie. Après la Révolution, ces pièces servirent de mairie jusqu’en 1852.

#### Ancienne église
L’ancienne église se trouvait sur l’emplacement de la place actuelle.
Elle avait été bâtie en trois époques. La première partie, comprenant un chœur et sanctuaire remontait au XIIe siècle. Cependant d’importantes réparations et transformations avaient été faites à des périodes plus récentes, de sorte qu’il restait peu de chose de l’époque d’origine.
La deuxième partie, comprenant une partie de la nef, jusqu’à la petite porte latérale a été ajoutée au XVIIe ou XVIIIe siècle.
En 1830, l’église étant trop petite fut allongée de 7 mètres, de la petite porte au fond. Un modeste clocher en bois couvert d’ardoises s’élevait au-dessus du chœur. Comme il menaçait de s’effondrer, on l’abattit en 1858. Pour le remplacer, on construisit sur le côté de la nef (voir plan) un nouveau clocher, avec tour en pierre, flèche en charpente et ardoise.
Du mobilier de l’ancienne église, meubles, statues ou autres, il ne reste rien ou presque. Quelques meubles peut-être de la sacristie, le tableau représentant le Baptême de Notre-Seigneur, placé au-dessus de la commode de la sacristie. Ce tableau, sans valeur artistique, était placé, tout au fond de l’ancienne église, au-dessus et en arrière du tabernacle de l’autel.
En démolissant l’ancienne église, on n’a trouvé ni inscription, ni aucun objet intéressant.
La démolition fut achevée en 1884. Elle avait été effectuée par les soins d'Eugène Guesdier, maitre-maçon de Saulgé. Il avait acheté cette ancienne église pour en récupérer les matériaux pour la somme de 1 325 francs, francs or de l'époque.
Le patron de l’ancienne église était saint Aubin, évêque d’Angers, qui l’est resté de l’église actuelle.

#### L’église actuelle
En 1865, le conseil de fabrique décidait la reconstruction de l’église pour l'agrandir, la rendre plus sûre et plus belle, ce qui requit une souscription qui dura jusqu'en 1883. Les travaux ont commencé en 1877. En creusant les fondations, on tomba sur d’anciennes carrières comblées. Il fallut creuser à plus de six mètres pour trouver le dur. L’église a été ouverte au culte en 1881. De rajouts en corrections, les travaux prirent fin vers 1900, avec la pose des derniers vitraux. À voir dans cette église, le chemin de croix, œuvre d'Henri Bouriché.

#### Écoles
Avant la Révolution, existait à Chemellier, une école appelée école de la Charité, tenue par une institutrice. Cette maison d’école et les terres qui en dépendaient, confisquées à la Révolution, furent vendues comme bien national en 1797 et l’école disparut jusqu'en 1826, date à laquelle elle fut rouverte par des Filles de la Charité du Sacré-Cœur de Jésus.
Un essai d’école non mixte fut tenté de 1837 à 1842, dans des locaux pour les garçons très inadaptés. Après cela, il fallut attendre 1876 pour voir s’ouvrir à nouveau une école séparée, et 1887 pour qu'un nouveau bâtiment soit mis en chantier.

### Personnalités liées à la commune
- Le poète et facteur Jules Mougin a vécu au lieu-dit la Motte où on peut aujourd'hui encore voir des poèmes ou des vers gravés dans le tuffeau des caves.
- Henri Bouriché, sculpteur, né à Chemellier en 1826, mort à Angers en 1906[27].